# Орех (село)
Вижте пояснителната страница за други значения на Орех.
Орех е село в Южна България. То се намира в община Крумовград, област Кърджали.

## География
Село Орех се намира в планински район. Орех е разположено в землището на село Звънарка.

## История
Селото е образувано от махалите Орех, Зейка и Бодрово, които през 2008 г. са отделени от село Звънарка.

## Население
Численост и дял на етническите групи според преброяването на населението през 2011 г.:
|                     | Численост | Дял (в %) |
| Общо                | 327       | 100,00    |
| Българи             | 0         | 0,00      |
| Турци               | 319       | 97,55     |
| Цигани              | 0         | 0,00      |
| Други               | 0         | 0,00      |
| Не се самоопределят | 0         | 0,00      |
| Неотговорили        | 2         | 0,61      |